# Ungmennafélagið Stjarnan
O Stjarnan é um clube de futebol islandês, com sede em Garðabær, que joga atualmente na 1ª divisão.
Suas partidas são mandadas no estádio Stjörnuvöllur, em Garðabær, que possui capacidade para mil torcedores.

## Fama mundial
Em fins de julho de 2010, o Stjarnan tornou-se mundialmente famoso pela irreverência de seus jogadores, que simularam nas comemorações uma pescaria, Rambo atirando, movimentos de um robô, uma bicicleta, um vaso sanitário, saltos para a piscina, um nascimento, entre outros.

## Títulos
- Úrvalsdeild (1): 2014[3]
- Copa Islândia (1): 2018
- Supercopa da Islândia (1): 2019